# 清川耕史
清川 耕史（きよかわ こうし、1971年8月4日 - ）は、日本とアメリカ合衆国で活動するカメラマン、撮影監督。

## 来歴
愛知県春日井市出身。1994年、日本大学芸術学部映画学科撮影コース卒業。卒業後はカナダに渡り、バンクーバーで撮影助手のキャリアを始める。帰国後、CXドキュメンタリー『ザ・ノンフィクション』でカメラマンデビュー。2011年から約2年間、今村圭佑が清川のアシスタントとして働いていた。
多くのMVやCMに携わった後、2013年、妻子を伴い再び渡米。2020年現在、日本とロサンゼルス、ニューヨークの3拠点で活動中。
NYで撮影した映画『The Garden Left Behind』（日本未公開）が『サウス・バイ・サウスウエスト2019』でAudience Awardを受賞。Netflix Original Series 『Erased』 / 邦題『僕だけがいない街』（2017)、映画『チア男子!!』（2019)、映画『ALIVEHOON』(2022)、FOD『憑きそい』(2023)など長編も手掛けている。

## 作品
Narrative
- "UVERworld DOCUMENTARY THE SONG" 監督：中村哲平 出演：UVERworld
- ”L”(2016)監督：下山天 出演; 広瀬アリス, 古川雄輝
- Netflix Original Series ”Erased” ”僕だけがいない街” 12話 (2017) 監督：下山天出演：古川雄輝, 戸次重幸
- ”Rich Boy, Rich Girl" (2018) 監督：Andrew Damon Henriques
- "FAIR MARKET VALUE"(2019) 監督：Kevin Arbouet 出演：Luisana Lopilato
- "チア男子”(2019) 監督：風間太樹 出演：横浜流星
- ”The Garden Left Behind" (2019) 監督 : Flavio Alves 出演：Michael Madsen, Edward Asner
- ”ALIVEHOON" (2022)監督：下山天 出演：野村周平、吉川愛
- TV Series FOD "憑きそい”(2023)　監督：曽根隼人、山口龍大朗、坂部敬史、小山巧　出演：山田真歩
- TV Series CBC "怖れ　OSORE" (2024) 監督：小山巧、桑島憲司

Music Video
- 松浦亜弥"100回のKISS"(2001)監督：竹石渉
- 松浦亜弥"桃色片想い”(2002)監督：竹石渉
- 松浦亜弥"Yeah!めっちゃホリディ"(2002)監督：竹石渉
- 松浦亜弥”Good BYE夏男”(2003)監督：竹石渉
- BoA"Listen to my heart" (2002)監督：竹石渉
- BoA”Every Heart ミンナノキモチ”(2002)監督：竹石渉
- BoA"No1" (2002)監督：竹石渉m.netMusic video Awards Korea Most popular Music Video 受賞
- BoA"Shine we are" (2003)監督：竹石渉
- BoA“抱きしめる”(2005) )監督：竹石渉
- V6"Feel your breeze"(2002)監督：竹石渉
- EE Jump"青春のSUNRISE"(2002)監督：竹石渉
- ソニン”カレーライスの女”(2002)監督：竹石渉
- ソニン”津軽海峡の女”(2002)監督：竹石渉
- ソニン"東京ミッドナイトロンリネス”(2003)監督：竹石渉
- IWiSH/川嶋あい”明日への扉”(2003)監督：仲道哲二
- SPEED"Walking in the rain"(2003)監督：竹石渉
- 一青窈"ハナミズキ”(2004)
- AIKO"花風”(2004)監督：森田一平
- AI"After The Rain"(2004)監督：木ノ村美穂
- 倖田來未"Selfish"(2004))監督：森田一平
- 倖田來未”奇蹟”(2004)監督：田所貴司
- 倖田來未"人魚姫”(2006)監督：田所貴司
- T.M.Revolution"Vestige"(2005)監督：竹石渉
- Do As Infinity"TAO"(2005)監督：上村右近
- MAX”ニラカイ”(2005)監督：森田一平
- THE ALFEE"100億のLove Story"(2005)監督：竹石渉
- 関ジャニ∞”大阪レイニーブルー”（2005)監督：上村右近
- ELLEGARDEN"Space Sonic"(2005)監督：フカツマサカズ
- ELLEGARDEN"Salamander"(2006)監督：フカツマサカズMTV Video Music Awards 2007 Best Rock Video受賞
- 伴都美子"夢路”(2006) 監督：竹石渉
- Every Little Thing"ハイファイメッセージ”(2006)監督：高城明久
- アンジェラ・アキ"Kiss Me Good-Bye"(2006)監督：上村右近
- 矢井田瞳”初恋”(2006)監督：スミス
- 元ちとせ"春のかたみ”(2006)監督：上村右近
- MISIA"LUV PARADE"(2006)監督：上村右近
- MISIA"銀河”(2009)監督：上村右近
- MISIA”MAWARE MAWARE”(2010)
- MISIA”君の願いが世界を輝かす”(2022)監督：上村右近
- AAA”夢のカケラ”(2006)
- AAA”Red Soul”(2007)
- 鈴木亜美 joins 中田ヤスタカ”FREE FREE” (2007)監督：高城明久
- 甲本ヒロト”よろこびのうた”(2007)監督：スミス
- DJ OZMA"E.YO.NE!!"(2007)監督：スミス
- HY”Heart Y”(2007)
- ASIAN KUNG-FU GENERATION"アフターダーク”(2007)監督:塚越規Space Shower Music Video Awards 2008 Best Rock Award 受賞
- Hey!Say!Jump"Ultra Music Power"(2007)監督：竹石渉
- Hey!Say!Jump"真夜中のシャドーボーイ”(2008)監督：竹石渉
- MONKEY MAJIK"あいたくて”(2008)監督：田所貴司
- MONKEY MAJIK"Together"(2008)監督：田所貴司
- MONKEY MAJIK"あかり"(2008)監督：田所貴司
- 宇多田ヒカル”Prisoner of Love"(2008)監督：竹石渉
- 中島美嘉”SAKURA~花霞”(2008)監督：田所貴司
- ICONIQ x EXILE ATSUSHI"I'm lovin' you"(2009)監督：田所貴司
- 新垣結衣”うつし絵”(2009) 監督：高城明久
- モーニング娘"AS FOR ONE DAY"(2010)監督：竹石渉
- 山崎まさよし”HOBO Walking “(2010) 監督：フカツマサカズ
- KAT-TUN”No More Pain”(2010)監督：上村右近
- KAT-TUN"CHANGE UR WORLD"(2010)監督:塚越規
- 土屋アンナ”Atashi＂(2010)監督：大宮エリー
- 浜崎あゆみ”beloved"(2011)監督：レスリーキー
- 浜崎あゆみ”BRILLANTE＂(2011)監督：レスリーキー
- TOKIO”見上げた流星”(2011)
- AKB48"そこで犬のうんち踏んじゃうかね”(2012)監督：竹石渉
- GLAY"運命論”(2012)
- Funky Monkey Babys”Life is a party”(2012) 監督：スミス
- シシド・カフカ"キケンなふたり”（2013)監督：中村哲平
- JUJU"Hot Stuff"(2014) 監督：タナカノリユキ
- May J"RIDE ON TIME"(2016)監督:宍戸貴義
- 嵐”Day light”(2016)監督：上村右近
- J'DeeZ"Answer"(2017）監督：丸山健志
- J'DeeZ"あと一歩”(2018)監督：務中基生
- B'z"Still Alive"(2017)監督：針生悠伺
- 三代目 J Soul Brothers from EXILE TRIBE"Happy(2017)監督：NINO
- 三代目 J Soul Brothers from EXILE TRIBE"J.S.B.LOVE"(2017)監督：NINO
- E-grils"Love Queen"(2017)監督：NINO
- ベリーグッドマン ”Hello＂(2018)監督：大野敏嗣
- サンプラザ中野くん”Runner 平成３０年Ver"(2019)監督：大野敏嗣
- サンプラザ中野くん”涙２2020青春Ver”(2020)監督：大野敏嗣
- 前島麻由"YELLOW"(2019)監督：大野敏嗣
- Unison Square Garden "Phantom Joke" (2019)監督：大野敏嗣
- Unison Square Garden"カオスが極まる”(2022) 監督：フカツマサカズ
- UVERWORLD"ConneQT"(2020)
- ちゃんみな”美人”(2021)監督：辻本祐希
- ちゃんみな"MIRROR" (2022)監督：辻本祐希
- ちゃんみな & ASH ISLAND "20"(2024)監督：瀬里義治
- EXILE "PARADOX"(2021)監督：小山巧
- Awich "どれにしようかな”(2022)監督：辻本祐希
- Reol "煽げや尊し”（2022) 監督：辻本祐希
- 加藤ミリヤ”Kill My Love" (2022) 監督：務中基生
- Snowman "ボクとキミと”(2022)監督：辻本祐希
- 小室哲哉 x 倖田來未" Jump to the Breeze" (2023)監督：辻本祐希
- Be:Frist "Masterplan" (2024)監督：辻本祐希
- Be:Frist x ATEEZ "Hush-Hush" (2024)監督：辻本祐希

CM
- マンダム”LUCIDO"(2005) 監督：竹石渉出演：安室奈美恵
- KOSE ソフティモ”夜遊びヒロイン”(2005)監督：猪股敏朗出演：神田うの
- TOYOTA ポルテ”がんばっていきましょい”(2006) 監督：上野コオイチ出演：石田ゆり子
- TOYOTA”扉を開けよう”(2006) 監督：北村拓司出演：松坂大輔
- SUBARU”DEX” (2007)監督:田所貴司出演；蛯原友里
- メナード”Fairlucent”(2007)監督：田所貴司出演：深田恭子
- P&G PANTENE “Mosist smooth care” (2007)監督：上村右近出演：水上あさみ
- P&G PANTENE “Mositure Renew” (2007)監督：上村右近出演：綾瀬はるか
- 武田製薬”C1000 Lemon water”(2007)監督：塚越規 出演:榮倉奈々
- SEIKO ”ココロ踊るルキア”(2007)監督：スミス出演：柴咲コウ
- ヤマサ醤油”昆布ポン酢”(2008)監督：榎村洋志出演:草彅剛
- Glico パリッテ”輝くショーウインド”（2009)  監督：田所貴司出演：北川景子
- オリオンビール”サザンスター(2009)”監督：森田一平出演：BENI
- 武田製薬”ベンザブロック”(2009)監督：竹石渉出演：仲間由紀恵
- リホビタンD (2010)監督：榎村洋志 出演：ケインコスギ、三浦貴大
- TOYOTA”Vits” (2010)出演：大沢たかお
- Tokyo Disney Land “Christmas Fantasy” (2010)監督：上村右近
- ECC “Jr” (2010) 監督：藤田淳一出演：香取慎吾
- 日本コカコーラジョージア エメラルドマンテン”手摘み”(2011) 監督：佐藤渉
- Panasonic ビエラ”White Factory”(2011) 監督：藤田淳一出演：滝川クリステル
- 花王ヘルシア緑茶”春サーフィン”(2011)監督：藤田淳一出演：香川照之
- POKA”じっくりコトコトじっくりしましょ”(2011) 監督：榎村洋志出演：松雪泰子
- Asahi Super Dry”Silver Sizzle””departure"(2011) 監督：中村哲平出演：福山雅治
- “Blue Live” (2011) 監督：中村哲平出演：福山雅治
- “Departure”(2012) 監督：中村哲平出演：福山雅治
- マルハン”ソロソング7の力(2011)監督：塚越出演：和田アキコ
- 日清食品”チキンヌードル”(2011)監督:藤田淳一出演：所ジョージ、芦田愛菜
- サッポロビール”Triangle Ginger”(2011)
- Reebok”ZIGTECH”(2011) 監督：佐藤渉出演：伊藤英明電通広告賞2012 ファッション・流通部門最優秀賞
- NIVEA for men “父と娘”(2012) 監督：田所貴司
- Johnson&Johnson”Listerine”(2012) 監督：榎村洋志出演：YOU
- Sony Xperia "ビーチフラッグス” （(2012)監督：宮越リョウ 電通広告賞2013 情報・通信部門最優秀賞
- 資生堂”Aqua Label"(2013)監督：タナカノリユキ
- コカコーラ”ZERO LIMIT”(2013) 監督：タナカノリユキ出演：EXILE
- ミドリ安全”ラーメン”（2013)監督：佐藤渉
- JCB”NY観光”(2014)監督；佐藤渉出演：二宮和也
- TOYOTA”VOXY” 監督：沼田克己出演：瑛太
- SK-2”(2014)監督：レイヨシモト
- EPSON”Calvario”(2015)監督：神谷佳成出演：吉田羊
- JACCS”のどくろ”(2015)出演：錦織圭
- Canon”EOS camera in a new light”(2015) 監督：Jeff Sousa
- LEXUS”LS” “Dance of F”(2015) 監督：村上はじめ
- TOYOTA”Hybrid Wakudoki”(2015) 監督：神谷佳成出演：World Order
- NISSAN “GT-R” (2016)監督：竹石渉
- アフラック(2016)監督：神谷佳成出演：徳光和夫
- NTT docomo “Future experiment” (2017)出演：Perfume
- TOYOTA CAMRY “XSE””XLE””HEV” (2017)監督：宮腰リョウ
- Nintendo Switch”Pokemon Go”(2018)監督：小林大祐
- ハワイ観光局” Hawaii Island” (2018)監督：白石剛浩
- Softbank “白戸家”(2019) 監督：山田健人出演：上戸彩、樋口加奈子
- Sony “Xperia 5"  (2019) 監督：松本貢出演：Bring Me The Horizons
- Nintendo Switch “Pokemon Sword &Pokemon Shield” (2019)監督：小林大祐
- HONDACBR1000RR-R Fireblade”Born to Race”(2020) 監督：小山巧
- Nintendo "Monster Hunter"(2021)監督：針生悠伺
- Veet Men　監督：上村右近　出演：目黒蓮（Snow Man)
- SUBARU "XV"(2022) 監督：松本貢
- Asahi Super Dry "上原ひろみ”(2022)監督：北村拓司
- Asahi Super Dry ”Ichiro”(2022 2023)監督：北村拓司
- Asahi Super Dry "五十嵐カノア”(2023)監督：北村拓司
- デジタルハリウッド大学 ”平野紫耀” (2024) 監督：竹石渉
- Asashi Super Dry Cristal "吉沢亮”(2024)監督：北村拓司